# Serreta (Angra do Heroísmo)
Serreta es una freguesia portuguesa perteneciente al municipio de Angra do Heroísmo, situado en la Isla Terceira, Región Autónoma de Azores. Posee un área de 14,37 km² y una población total de 374 habitantes (2001). La densidad poblacional asciende a 26,0 hab/km². La freguesia se encuentra a 471 m s. n. m.
- Datos: Q1999407
- Multimedia: Serreta (Angra do Heroísmo) / Q1999407

1. ↑  Worldpostalcodes.org,código postal n.º 9700-661.